# Mar Menor
Mar Menor är en stor lagun på Iberiska halvön. Med en area om 135 kvadratkilometer är den en av Europas största saltvattenlaguner (att jämföra med Venediglagunens 550 km² med bräckt vatten). Den skiljs från Medelhavet av den 22 km långa sandbanken La Manga. 

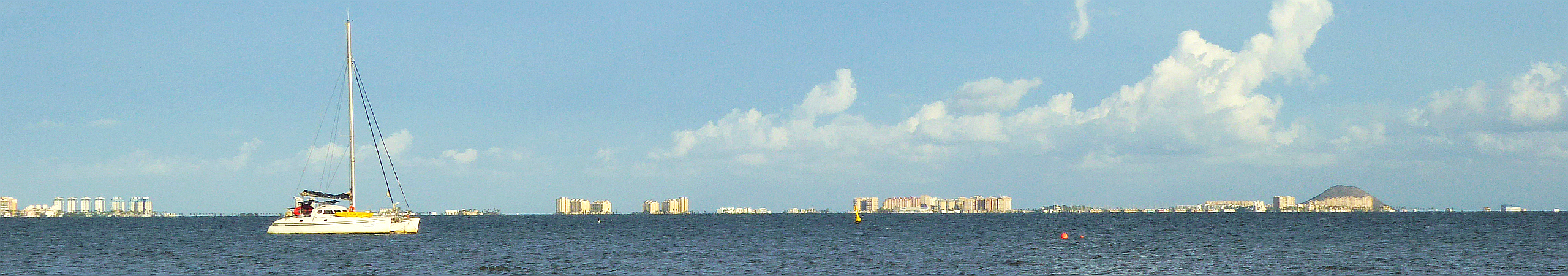
Panorama över det det 22 kilometer långa La Manga, sett från Mar Menor åt öster (2016).

Lagunen ligger i provinsen Murcia, några kilometer öster om staden Cartagena, i sydöstra Spanien. Namnet betyder Lilla havet, till skillnad från Stora havet (Mar Mayor) som åsyftar Medelhavet.
Fiske och turism har varit viktiga vid lagunen, men kraftig övergödning har skapat ekologiska problem med utbredd syrebrist och döda bottnar. Ett uppvaknande skedde i oktober 2019, då tre ton fisk och skaldjur simmade upp på land för att undkomma höga halter svavelväte i vattnet.